# Praczka (województwo świętokrzyskie)
Praczka – wieś w Polsce, w województwie świętokrzyskim, w powiecie włoszczowskim, w gminie Kluczewsko, na terenie Przedborskiego Parku Krajobrazowego, w widłach rzek Pilicy i Czarnej Włoszczowskiej.
Do 2023 miejscowość była przysiółkiem wsi Ciemiętniki.
W latach 1975–1998 przysiółek należał administracyjnie do województwa piotrkowskiego.